# 洞庭湖平原

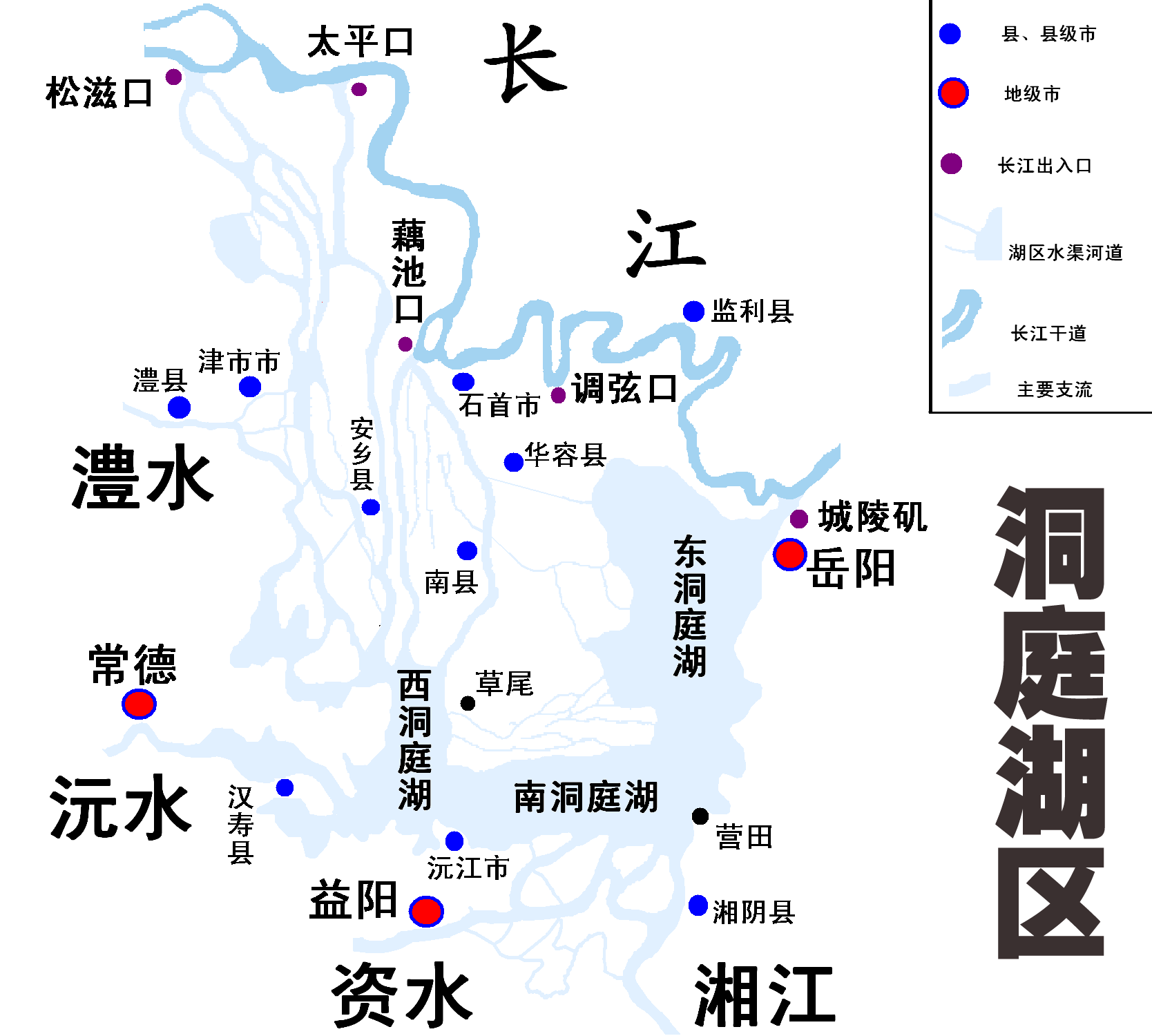
洞庭湖宾湖区

洞庭湖平原（洞庭湖区、洞庭湖宾湖区）即环洞庭湖地区，包括湘江、资江、沅水和澧水下游地区，海拔大多在50米以下。主要区域位于湖南省北部和湖北省南部部分地区，跨越湖南和湖北二省。范围东起汨罗市、岳阳县、岳阳市城区（君山区、岳阳楼区），西达临澧县、常德市城区鼎城区和武陵区、桃源县，南至益阳市市辖区赫山区、资阳区、湘阴县和长沙市望城区，北接长江河段荆江以南的湖北省松滋市、公安县、石首市和监利市。整个平原总面积18780平方公里，其中湖南省部分15200平方公里，占总面积的81%，覆盖常德、益阳、湘阴、岳阳等19个县市以及涔澹农场等15个国营农场；湖北部分3580平方公里，占占总面积的19%，辖松滋、公安、石首、监利市等县（市）。洞庭湖平原属于冲积平原，为两湖平原的一部分。

## 历史
今洞庭湖宾湖区原为古代云梦泽的一部分，由于长江水流泥沙于洞庭湖淤积成洲渐渐形成宾湖区。据记载，远在战国时期此地即被利用荒洲垦殖，东晋时就开始筑堤防水，之后渐渐地形成了荆江两岸的堤防。《湖南通志》中列有宋代洞庭湖区堤垸名，明代堤垸多有地域范围及数目记录，如澧县、汉寿、安乡、常德、岳阳等11县都有堤垸修筑记录；清朝相关史料称当时堤垸数为88个，清同治七年（1868年）《湖南通志》撰修前，湖区堤垸数量已达到611个。1989年编修的《湖南水利志》记载截至1949年，洞庭湖堤垸数达993个。此后，1950年代～1960年代开垦的堤垸面积超过明清时期总和；洞庭湖面积由4350平方公里减至2691平方公里，围湖造田和垦殖的力度直到1985年获得遏制，据统计，1988年洞庭湖区面积千亩（6.67平方公里）以上堤垸数达266个，2003年再版的一部《洞庭湖堤垸图集》中堤垸数为222个，其中万亩（66.67平方公里）以上堤垸24个。 

## 县级行政区
洞庭湖平原包括益阳市、岳阳市、常德市、长沙市共计4地级市，另外湘潭市和株洲市有时归入，实际属于湘江流域。狭义的洞庭湖平原县级行政区有：
- 南县、安乡县全部；
- 华容县、澧县、汉寿县、沅江市和津市市大部分；
- 湘阴县和岳阳县部分，常德市城区武陵区大部分、鼎城区的部分，益阳市城区资阳区大部分、赫山区的部分，岳阳市岳阳楼区、君山区的全部、云溪区的部分；
- 长沙市望城区、桃源县、临澧县、临湘市、宁乡县的平原堤垸区。

临近湘江下游的长沙市城区部分（5市辖区）部分、长沙县小部分、湘潭市城区（2市辖区）部分、湘潭县小部分、株洲市城区（4市辖区）部分和株洲县小部分的湘江沿岸河谷平原与堤垸区有时归入洞庭湖平原区。另外，湖北省石首市、公安县、松滋市和监利市属于洞庭湖平原区。

## 主要湖泊
- 南洞庭湖（参见南洞庭湖自然保护区）
- 西洞庭湖（参见西洞庭湖自然保护区）
- 东洞庭湖

## 河流水道
- 汨罗江
- 虎渡河
- 调弦河
- 藕池河
- 松滋河
- 新墙河

## 旅游
- 东洞庭湖自然保护区
- 洞庭湖大桥
- 南湖（东洞庭湖）
- 君山（东洞庭湖）
- 岳阳楼（东洞庭湖）
- 慈氏塔（东洞庭湖）